# Stojna Vangelovska
Stojna Vangelovska (mazedonisch Стојна Вангеловска; * 5. Februar 1965 in Skopje, Sozialistische Republik Mazedonien, Jugoslawien) ist eine ehemalige professionelle jugoslawische Basketballspielerin.
Vangelovska wurde in Skopje, der Hauptstadt der Mazedoniens, geboren. Im Alter von 15 Jahren spielte sie dort bei Student Skopje. Bei ihren ersten Olympischen Spielen 1984 war Vangelovska die jüngste ihrer Mannschaft, die den sechsten Platz erreichte. Vier Jahre später machte sie der Erfolgstrainer Ciga Vasojević zur Mannschaftskapitänin. Stojna Vangelovska gewann bei den Olympischen Spielen 1988 mit der jugoslawischen Mannschaft die Silbermedaille. Im Finale unterlag ihre Mannschaft der US-amerikanischen mit 70:77 Punkten. Die Vizeeuropameisterin von 1987 gewann im selben Jahr auch die Sommer-Universiade, dabei schlug die jugoslawische Mannschaft im Finale die sowjetische Mannschaft. Wiederholt wurde Vangelovska als eine der besten fünf Spielerinnen nominiert.
Mit ihrem Verein ŽKK Partizan wurde Vangelovska 1984 und 1985 jugoslawische Meisterin sowie 1985 Pokalsiegerin. Mit dem in Ljubljana beheimateten ŽKD Ježica holte sie 1989 ein zweites Mal den Pokal. In der Zeit des Kroatienkrieges spielte sie von 1991 bis 1993 bei Panathinaikos in Athen.
Nachdem Vangelovska ihre Karriere beendete, arbeitet sie als Basketball-Trainerin an der nordmazedonischen Sportakademie in Skopje.
Vangelovska gehört dem Mazedonischen Olympischen Komitee an und war dort Vizepräsidentin.